# 中山省三郎
中山 省三郎（なかやま しょうざぶろう、1904年1月28日 - 1947年5月30日）は、日本の詩人、ロシア文学翻訳家。

## 経歴・人物
茨城県生まれ。同郷の詩人・横瀬夜雨の薫陶を受けて詩作を始め、田畑修一郎の勧めで早稲田大学露文科に進み原久一郎に学ぶ。火野葦平・田畑とともに同人誌を発行し、ロシア文学を翻訳・研究。他に詩を書き、長塚節研究などを行った。
火野との交友は深く、1938年（昭和13年）10月18日に、火野から頼まれたとして陸軍省に国防献金として『麦と兵隊』の印税の一部である5,000円を納める役を担った。
1947年（昭和22年）、持病であった喘息の発作により、43歳で死去。墓所は多磨霊園
絵本作家画家・スペースデザイナーの小野かおるは娘。児童文学作家の小野里宴は孫娘にあたる。

## 著書
- 『ドストイェフスキイ』（三笠書房、ドストイエフスキイ全集 第24巻） 1937
- 『海珠鈔 随筆』（改造社） 1940
- 『羊城新鈔 詩集』（日孝山房） 1940.7
- 『ドウブツヱン』（帝國教育會出版部、新日本幼年文庫)  1942.11
- 『露西亜文学手帖』（生活社） 1943
- 『若きチェーホフ』（カホリ書房） 1948
- 『水宿 詩集』（中山富士子） 1956
- 『澳門記』（東京出版センター） 1967
- 『鴨跖草 歌集』（東京出版センター） 1972
- 『中山省三郎 七篇』（エディトリアルデザイン研究所、EDI叢書） 2000.7

### 共編著
- 『独習新露西亜語』（ワルワーラ・ブブノワ共著、春陽堂） 1932
- 『長塚節文学読本 春夏秋冬』（第一書房） 1937
- 『長塚節遺稿』（小山書店） 1942
- 『国民詩』第1 - 2輯（第一書房） 1942 - 1943
- 『長塚節歌集』(鎌倉書房） 1947
- 『左千夫の手紙』（八雲書店） 1947

## 翻訳
- 『散文詩』（ツルゲェネフ、第一書房） 1933、のち角川文庫
- 『自叙伝』（マルク・シャガール、第三書院） 1933、のち改題『夢のかげに』（創元社）
- 『猟人日記』（ツルゲェネフ、第一書房） 1933 - 1934、のち岩波文庫、角川文庫
- 『シエストフ選集 第1巻』（一部訳、改造社） 1934
- 『葬儀屋』（ア・エス・プウシキン、版画荘） 1934.10
- 『白痴』（三笠書房、ドストイエフスキイ全集 第6-7巻）、のち角川文庫
- 『カラマゾフの兄弟』（三笠書房、ドストイエフスキイ全集 第16-17巻） 1934 - 1935、のち角川文庫、のち研秀出版 1975
- 『モォツァルトとサルエーリ』（プゥシキン、版畫荘） 1935.6
- 『ツルゲエネフへの書簡』（三笠書房、ドストイエフスキイ全集 第22巻） 1936
- 『かくれんぼ / 白い母』（ソログープ、岩波文庫） 1937
- 『勝利と敗北 イプセンの生涯と芸術』（シェストフ、改造文庫） 1937、のち角川文庫
- 『プウシキン全集 第1 - 3巻』（神西清など共訳、改造社） 1936 - 1937
- 『スペェドの女王』（プゥシキン、書物展望社） 1937、のち春陽堂文庫
- 『永遠の伴呂』（メレシュコフスキイ、小山書店） 1940 - 1941、のち創元文庫 1952
- 『オネェギン』（プゥシキン、三笠書房） 1941、のち角川文庫
- 『ア・ブロオク詩 十二』（柏書店） 1946
- 『流浪の民 ロシア短篇珠玉集』（プゥシキン他、世界文学社、世界文学叢書） 1948
- 『あひびき ロシア短篇珠玉抄』（プウシキン他、青磁社） 1948
- 『外套』（ゴーゴリ、春陽堂文庫） 1949
- 『トルストイとニイチェ 教義における善』（シェストフ、創元社） 1952
- 『念珠抄』（アンナ・アフマトワ、人間の星社） 1977